# Hartley Shawcross
Pour les articles homonymes, voir Shawcross.
Hartley William Shawcross (4 février 1902 – 10 juillet 2003), baron Shawcross, est un avocat et homme politique britannique. Il est le procureur du Royaume-Uni lors du procès de Nuremberg.

## Jeunesse
Hartley William Shawcross est le fils de John and Hilda Shawcross ; il voit le jour en Allemagne où son père enseigne l’anglais à l’université de Giessen. Il poursuit des études au collège de Dulwich, à la London School of Economics, puis à l’université de Genève ; il étudie le droit au Grays’Inn, où il décroche les plus grandes distinctions. Nommé King’s Counsel, il devient le plus jeune avocat de l’histoire à recevoir cette distinction.

## Carrière
Shawcross rejoint le parti travailliste dans sa jeunesse et est représentant de la circonscription de St Helens, dans le Lancashire, à la chambre des communes de 1945 à 1958. C’est en 1946, lors du débat sur l’abrogation des lois anti-syndicales qu’il prononce la phrase « pour le moment nous sommes les maîtres », qui le poursuivra toute sa vie.
Avocat général de 1945 à 1951, il dirige les poursuites pour trahison contre deux membres de la British Union of Fascists, William Joyce et John Amery, qui s’étaient engagés dans la Waffen-SS, contre Klaus Fuchs et Alan Nunn May, qui avaient livré des secrets atomiques à l’Union soviétique, et contre les tueurs en série John George Haigh et John Bodkin Adams ; son attitude lors du procès de ce dernier et ses contacts avec ses amis et défenseurs suscitent la controverse. Fait chevalier en 1945, Shawcross est désigné comme procureur en chef britannique au procès de Nuremberg. De 1945 à 1949, il est le principal représentant britannique aux Nations unies, même s’il est rappelé en Grande-Bretagne en 1948, pour défendre les intérêts du gouvernement devant le Lynskey tribunal, chargé d’enquêter sur la corruption au sein de gouvernement et de l’administration. Il est brièvement président du Board of Trade, en 1951, jusqu’à la défaite des travaillistes aux élections. Arrêtant sa carrière juridique en 1951, Sawcross est soupçonné de vouloir passer au parti conservateur, ce qui lui vaut le surnom de Sir Shortly Floorcros, venant de l’expression anglaise to cross the floor (of the House), qui signifie s’inscrire au parti opposé. Il n’en fait rien et démissionne du parlement en 1958 en déclarant qu’il est fatigué des partis politiques. Le 14 février 1959, il est anobli et devient Baron Shawcross.
En 1957, Shawcross fait partie d’un groupe d’éminents juristes qui fondent JUSTICE, une organisation de défense des droits de l’homme, dont il devient le premier président, poste qu’il conserve jusqu’en 1972. Il est également actif au seine de la fondation de l’Université du Sussex, dont il est le chancelier de 1965 à 1985.

## Vie familiale
Lord Shawcross se marie à trois reprises. Sa première épouse (1924), Alberta Rosita Shyvers atteinte par la sclérose en plaques, se suicide le 30 décembre 1943 ; la seconde, Joan Winifred Mather, meurt dans un accident de voiture le 26 janvier 1974. Le 18 avril 1997, âgé de 95 ans, il épouse à Gibraltar Mrs. Susanne Monique Huiskamp (décédée en 2013).
Il a trois enfants de sa seconde épouse, deux fils et une fille. Shawcross meurt chez lui, à Cowbeech, dans le Sussex, le 10 juillet 2003, à 101 ans ; avec lui disparaît le dernier survivant du gouvernement de Clement Attlee.

## Shawcross au procès de Nuremberg
Au procès, Shawcross est chargé de requérir sur l'accusation de crimes contre la paix. Sa technique accusatoire a des effets dévastateurs. Sa phrase la plus célèbre est : « il arrive un moment où un homme doit refuser d’obéir à son chef s’il veut obéir à sa propre conscience ».
Il évite le style inquisitorial des trois autres procureurs. Son exposé d’ouverture, qui dure deux jours, sape toute opinion selon laquelle le procès de Nuremberg serait une justice des vainqueurs, une vengeance à l’encontre des vaincus. Bien au contraire, il centre son propos sur le règne de la loi et démontre que les accusés ont violé lois, traités et accords internationaux dans leur préparation de la guerre. Dans son réquisitoire final, il démontre qu’aucun des accusés n’avait pu ignorer l’extermination de milliers d’Allemands en raison de maladies mentales. Il utilise la même argumentation pour les millions de personnes assassinés dans les chambres à gaz ou par balle et maintient que chacun des 22 accusés a été complice d’un meurtre de masse perpétré dans les formes les plus impitoyables.